# Ayyanapura, Chamarajanagar
Ayyanapura là một làng thuộc tehsil Chamarajanagar, huyện Chamarajanagar, bang Karnataka, Ấn Độ.